# Miroslav Holub
Miroslav Holub (13. září 1923 Plzeň – 14. července 1998 Praha) byl český básník a lékař-imunolog.

## Biografie

### Studium a profesní kariéra
Jeho otec byl právník pracující na ředitelství státních drah, matka byla učitelkou jazyků. Maturoval roku 1943 na plzeňském klasickém gymnáziu a poté byl totálně nasazen, pracoval ve skladu řeziva a na překladovém nádraží. Po druhé světové válce začal studovat na Přírodovědecké fakultě Univerzity Karlovy v Praze, ale roku 1946 přešel na lékařskou fakultu stejné univerzity. V roce 1953 získal titul MUDr. Docházel ovšem také na filozofické a historické přednášky profesora Otakara Matouška, který ho silně ovlivnil. Rok po studiích pracoval jako patolog v nemocnici na Bulovce (1953–1954). Poté nastoupil do Biologického ústavu Československé akademie věd (po jeho rozdělení na tři části v roce 1961 pracoval v jedné z nich, v Mikrobiologickém ústavu). Zde se zabýval zejména imunologií. V roce 1958 získal titul kandidát věd. V roce 1959 jej začala Státní bezpečnost (StB) evidovat jako svého agenta ev. č. 12376, 237688 s krycím jménem „Rosťa“. Hodně cestoval, pobýval v Anglii, Západním Německu, Francii, Irsku, Řecku, Číně, Indii, Izraeli, Austrálii, Mexiku i Spojených státech amerických, kde působil několikrát a jednou dokonce nepřetržitě více než dva roky, v letech 1965–1967. V roce 1970 byl jako "osmašedesátník" z ústavu propuštěn. Z politické nemilosti se vykoupil kajícným rozhovorem v deníku Práce, po němž mohl znovu vědecky pracovat (v pražském IKEMu) i publikovat. V roce 1991 zde získal titul doktor věd. V roce 1994 byl zakládajícím členem Učené společnosti ČR.

### Literární činnost
Literárně debutoval v roce 1958 sbírkou Denní služba (před tím publikoval jen časopisecky) a do současnosti mu vyšlo cca 20 básnických sbírek a výborů. Spisy Miroslava Holuba, rozdělené do čtyř svazků, vydává nakladatelství Carpe diem. Literárně se angažoval kolem časopisu Květen. Přestože se veřejně (v deníku Práce, 1973) distancoval od své předchozí činnosti a tvorby, další sbírku Naopak mohl vydat až roku 1982. Od roku 1994 dva roky vykonával funkci šéfredaktora nepříliš úspěšného časopisu Nová přítomnost. Ke svému uvedení v seznamech spolupracovníků StB se vyjádřil v dopise uveřejněném v knize Osočení (68 Publishers, Toronto), kde tuto informaci označuje jako nepravdivou. Miroslav Holub zůstal dodnes nejpřekládanějším českým básníkem.
Jeho dílo bylo přeloženo do 16 jazyků, mezi nimiž je např. turečtina nebo islandština.

## Literární dílo
Vnesl do české poezie svět vědy a medicíny. Jeho poezie se snaží nacházet obecně platné zákonitosti života a jednotnou koncepci světa a člověka. Při tomto nelehkém úkolu si často vypomáhá osobní vědeckou zkušeností. Téměř všechny jeho básně jsou psány nerýmovaným volným veršem.
- Ohnice, 1947

Poté se do literatury vrátil až v časopise Květen. Psal také „poezii všedního dne“.

### Básnické sbírky
- Denní služba, Praha, Čs. spisovatel 1958, poezie všedního dne
- Achilles a želva, Praha, Mladá fronta, 1960
- Slabikář, Praha, Čs. spisovatel 1961, 1964
- Jdi a otevři dveře, Praha, Mladá fronta 1961
- Zcela nesoustavná zoologie, Praha, Mladá fronta 1963
- Anamnéza (výbor z básní), Praha, Mladá fronta 1964
- Tak zvané srdce, Praha, Mladá fronta 1963
- Kam teče krev, Praha, Čs. spisovatel 1963
- Ačkoliv, Praha, Čs. spisovatel 1969
- Beton, Praha, Mladá fronta 1970
- Události, Praha, VŠUP 1971
- Naopak, Praha, Mladá Fronta 1982
- Interferon čili o divadle, Praha, Mladá fronta 1986
- Sagitální řez (výbor z básní), Praha, Odeon 1988
- Syndrom mizející plíce, Praha, Mladá fronta 1990
- Ono se letělo (básně, básně v próze, povídky), Plzeň, NAVA 1994

### Próza
- Anděl na kolečkách, Praha, Čs. spisovatel 1963, 1964, 1965, 1967
- Tři kroky po zemi, Praha, Naše vojsko 1963
- Žít v New Yorku, Praha, Melantrich 1969
- K principu rolničky, Praha Melantrich 1987
- Maxwellův démon čili o tvořivosti, Praha, Čs. spisovatel 1989
- NE patrně NE, Praha, Čs. spisovatel 1989
- Skrytá zášť věků, Praha, Avicenum 1990
- O příčinách porušení a zkázy těl lidských, Praha, Pražská imaginace 1992
- Aladinova lampa, Praha, Baronet 1996

## Cizojazyčná vydání
- "Selected Poems" translation by Ian Milner and George Theiner, introduction by A. Alvarez, Penguin, 1967
- "Engel auf Rädern. Fast eine Reportage aus den USA" Verlag Philipp Reclam jun., 1967

- "Obwohl" Hanser Verlag, 1969
- "Although" translation by I. Milner and J. Milner J. Cape, 1971.
- "Aktschlusse/ Halbgedichte" Hanser Verlag, 1974
- "Notes of a Clay Pigeon" translation by I. Milner and J. Milner, Secker & Warburg, 1977.
- "Sagittal Section" translation by S. Friebert and Dana Habova, Oberlin College Press, 1980.
- "Interferon or on Theater" translation by Habova and D. Young, Oberlin College Press, 1982.
- ""On the Contrary" and Other Poems" translated by Ewald Osers, foreword by A. Alvarez, Bloodaxe Books (Newcastle upon Tyne, England), 1984.
- "The Fly" translated by Ewald Osers with others, Bloodaxe Books (Newcastle upon Tyne, England), 1987.
- "Poems Before and After" collected English translations by Ian Milner with others, Bloodaxe Books (Newcastle upon Tyne, England), 1990.
- Syndrom (Interferon čili o divadle + Syndrom mizející plíce], 1995 Lund, Ellerströms Förlag, ISBN 91-86489-37-2 (1ed), překlad do švédštiny Roy Isaksson
- "Intensive Care: Selected and New Poems" Oberlin College Press (Oberlin, OH), 1996.
- "Shedding Life: Disease, Politics, and Other Human Conditions" translated by David Young with others, poems translated by Rebekah Bloyd, Milkweed Editions (Minneapolis, MN), 1997.

## Zajímavosti

### Planetka (7496) Miroslavholub
Po Miroslavu Holubovi byla pojmenována planetka Miroslavholub obíhající v tzv. Hlavním pásu planetek (tedy mezi Marsem a Jupiterem).